# لينياوية
اللينياوية (الاسم العلمي: Linnaeeae) هي قبيلة من النباتات تتبع فصيلة المعزية الورق من الرتبة الممشقيات.

## أجناس
- اللينيا (الاسم العلمي:Linnaea)
- السنفورينة (الاسم العلمي:Symphoricarpos)